# Национальная ускорительная лаборатория SLAC
Национа́льная ускори́тельная лаборато́рия SLAC (англ. SLAC National Accelerator Laboratory, до 2008 года — Центр Стэ́нфордского лине́йного ускори́теля, англ. Stanford Linear Accelerator Center, SLAC) — одна из семнадцати национальных лабораторий Министерства энергетики США, оператором которой является Стэнфордский университет, осуществляющий исследования по программе Агентства по науке Министерства энергетики США.
Программа исследований в SLAC концентрируется на экспериментальных и теоретических исследованиях в физике элементарных частиц с использованием электронных пучков и включает исследования в области атомной физики и физики твёрдого тела, химии, биологии и медицине с использованием синхротронного излучения. 3,2-километровый (2-мильный) подземный ускоритель является самым длинным линейным ускорителем в мире и считается «самым прямым объектом в мире». Также в SLAСе собирались Homebrew Computer Club и другие пионеры компьютерной революции 1980-х, а позже SLAC создал первую веб-страницу в США. Надземная клистронная галерея над линией хода пучков является самым длинным зданием в США.

## История
Лаборатория основана в 1962 году на землях Стэнфордского университета.
Учёные в SLAC были награждены тремя Нобелевскими премиями по физике:
- 1976: С-кварк—J/ψ-мезон (Бертон Рихтер)[6]
- 1990: Структура кварка внутри протона и нейтрона (Ричард Тейлор)[7]
- 1995: Открытие Тау-лептона (Мартин Перл)[8]

## Установки

### CBX
Princeton-Stanford Colliding Beams eXperiment — один из первых в мире коллайдеров (наряду в AdA в Италии и ВЭП-1 в СССР), который начал сооружаться ещё до учреждения лаборатории SLAC. Двухколечный электрон-электронный коллайдер на энергию 500 МэВ в пучке, работавший в 1963-1967 годах для проверки концепции экспериментов на встречных пучках.

### Стэнфордский линейный ускоритель
Линейный ускоритель электронов и позитронов длиной 2 мили (3.2 км) на энергию до 50 ГэВ, запущен в 1966 году. Расположен под землёй на глубине 9 м, на поверхности над тоннелем находится клистронная галерея, считающаяся самым длинным зданием США. Ускоритель в разное время использовался для множества разнообразных экспериментов по физике частиц.

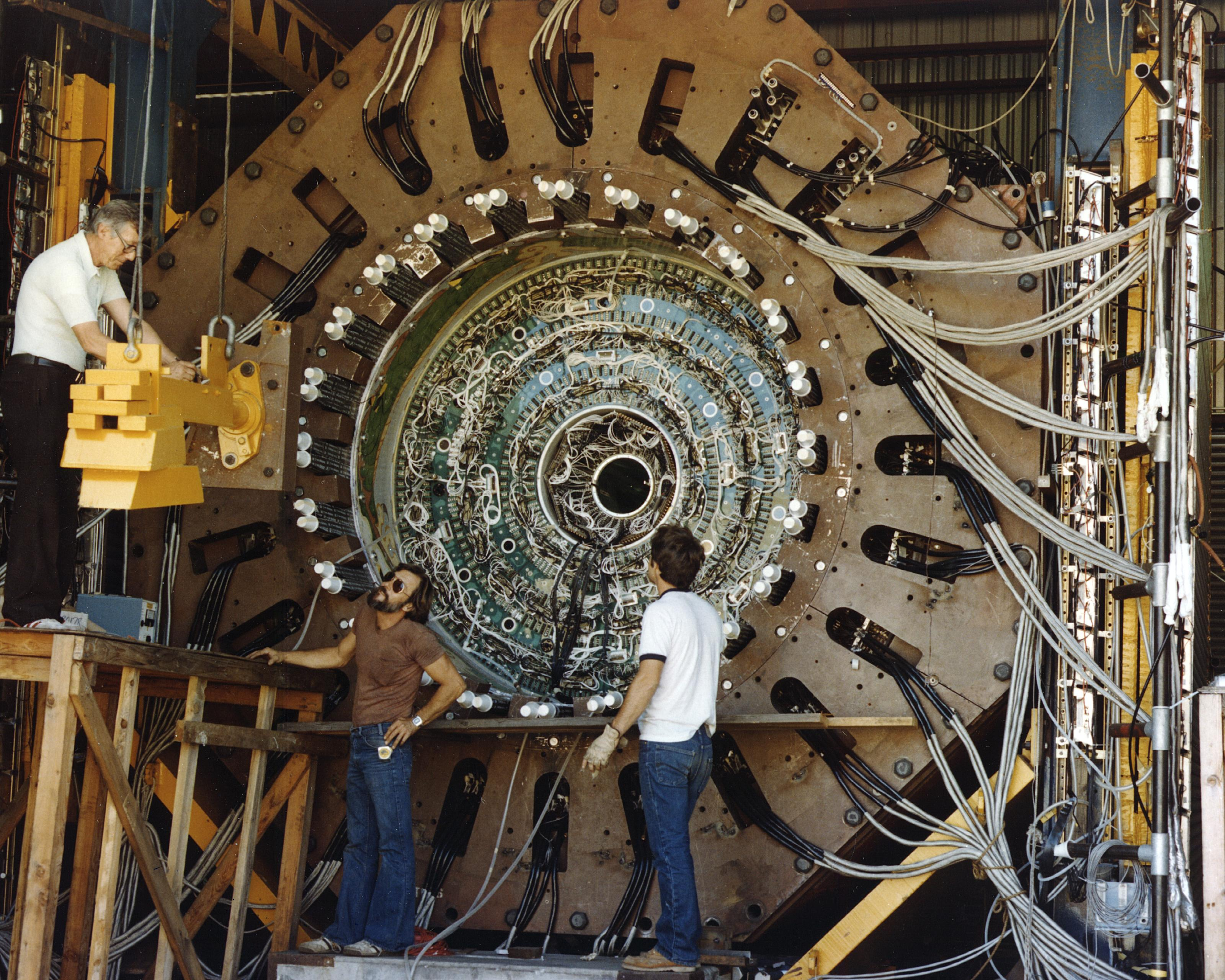
Сборка детектора Mark III на коллайдере SPEAR

### SPEAR
Электрон-позитронный коллайдер SPEAR на энергию до 2.4 ГэВ в пучке работал с 1972 по 1990 годы. На нём в 1974 году был открыт J/ψ-мезон, работа отмечена Нобелевской премией. После соответствующих модернизаций преобразован в источник синхротронного излучения SPEAR2, затем SPEAR3.

### PEP
Positron-Electron Project — электрон-позитронный коллайдер на энергию 29 ГэВ в пучке, работал в 1980-1990 годах, параллельно со SPEAR. На коллайдере в период расцвета работало до 6 детекторов одновременно.

### SLC
SLC, Stanford Linear Collider — единственный в мире линейный электрон-позитронный коллайдер, работавший в 1988-1998 годах с детекторами Mark II и SLD (SLAC Large Detector). Коллайдер использовал линейный ускоритель, к которому были достроены две арки для организации места встречи. Энергия позволяла изучать Z-бозон с массой 90 ГэВ, но в те же годы в ЦЕРНе заработал циклический Большой электрон-позитронный коллайдер в том же диапазоне энергий, но с более высокой светимостью.

### PEP-II
Электрон-позитронный коллайдер, состоявший из двух колец с асимметричной энергией, на очень высокую энергию, т.н. B-фабрика. Начал сооружаться в 1994 году, работал в 1999-2008 с детектором BaBar, в конкуренции с B-фабрикой KEKB в Японии.

### LCLS
Linac Coherent Light Source — первый в мире рентгеновский лазер на свободных электронах, основанный на явлении самоусиления спонтанного излучения (SASE). LCLS использует часть основного линака лаборатории, первая генерация получена в 2009 году. После чего началась разработка проекта LCLS-II, модернизация лазера с заменой линейного ускорителя на сверхпроводящие ускоряющие модули. В 2023 году модернизация лазера была завершена, LCLS-II выпустил первые рентгеновские лучи. Обновленный лазер сможет производить до миллиона рентгеновских импульсов в секунду, что в 8000 раз больше, чем LCLS, и создает практически непрерывный рентгеновский пучок, который в среднем будет в 10 000 раз ярче своего предшественника. Уникальные характеристики лазера позволят ученым исследовать сверхбыстрые явления атомного масштаба с беспрецедентной точностью.

### FACET
Facility for Advanced Accelerator Experimental Tests — установка, использующая часть основного линака SLAC с энергией до 20 ГэВ, для проведения ряда экспериментальных работ, в т.ч. по плазменному ускорению. Работала в 2012-2016 годах. Как FACET-II будет функционировать вместе с LCLS-II после модернизации.

### NLCTA
Next Linear Collider Test Accelerator — электронный линак на энергию до 120 МэВ для экспериментов по физике ускорителей.

## Фотографии

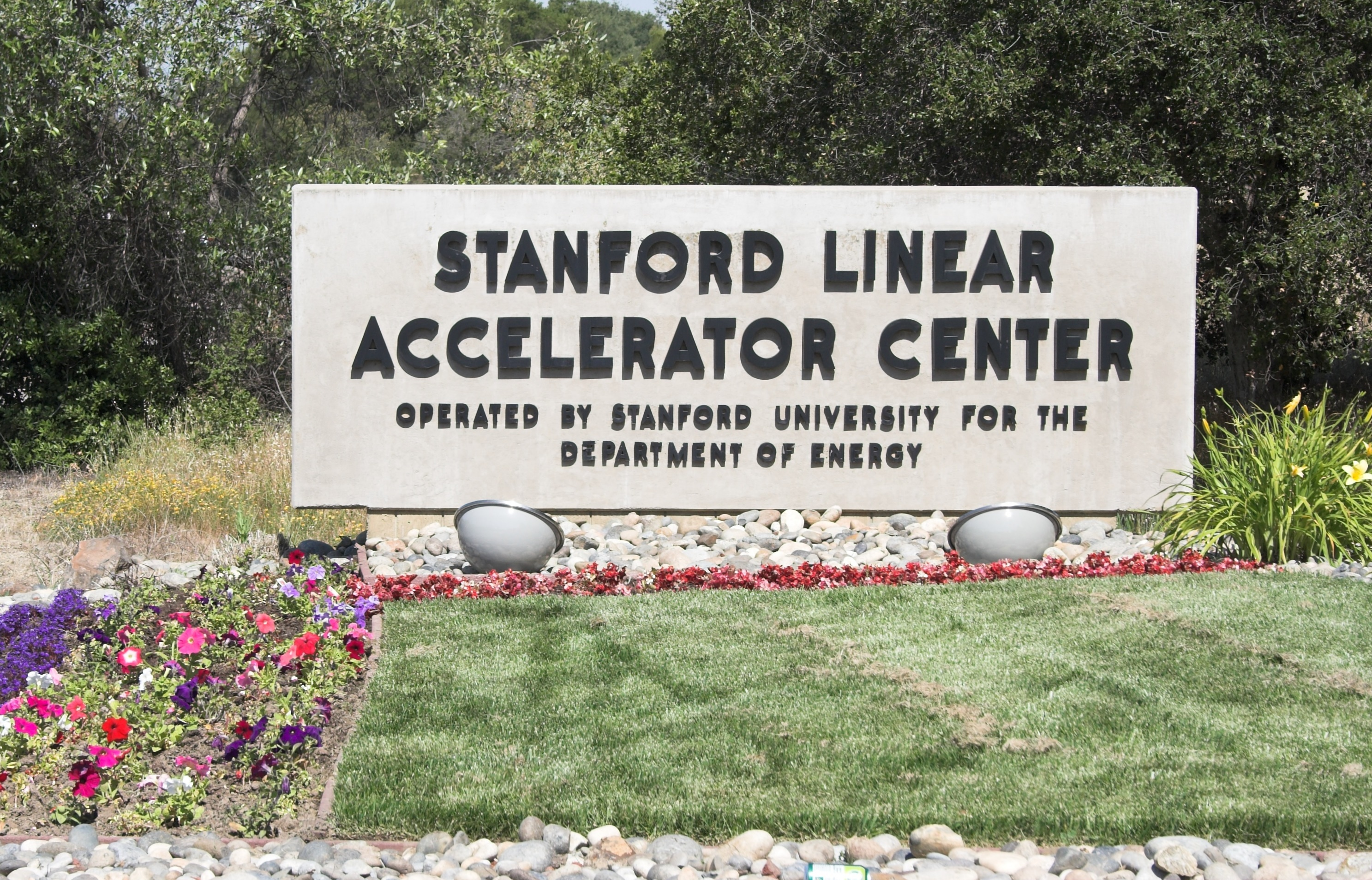
Входной знак
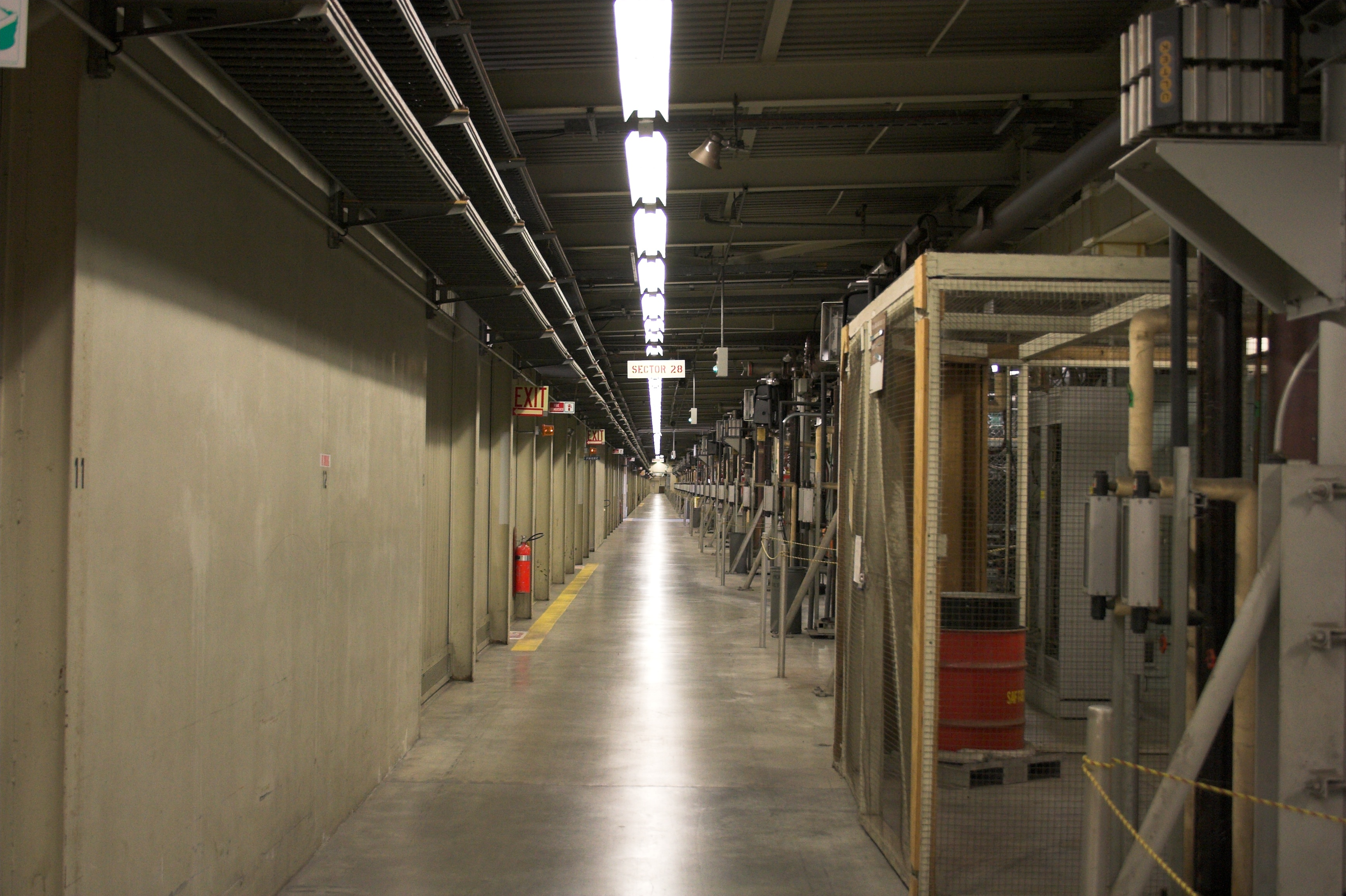
К ближнему концу здания
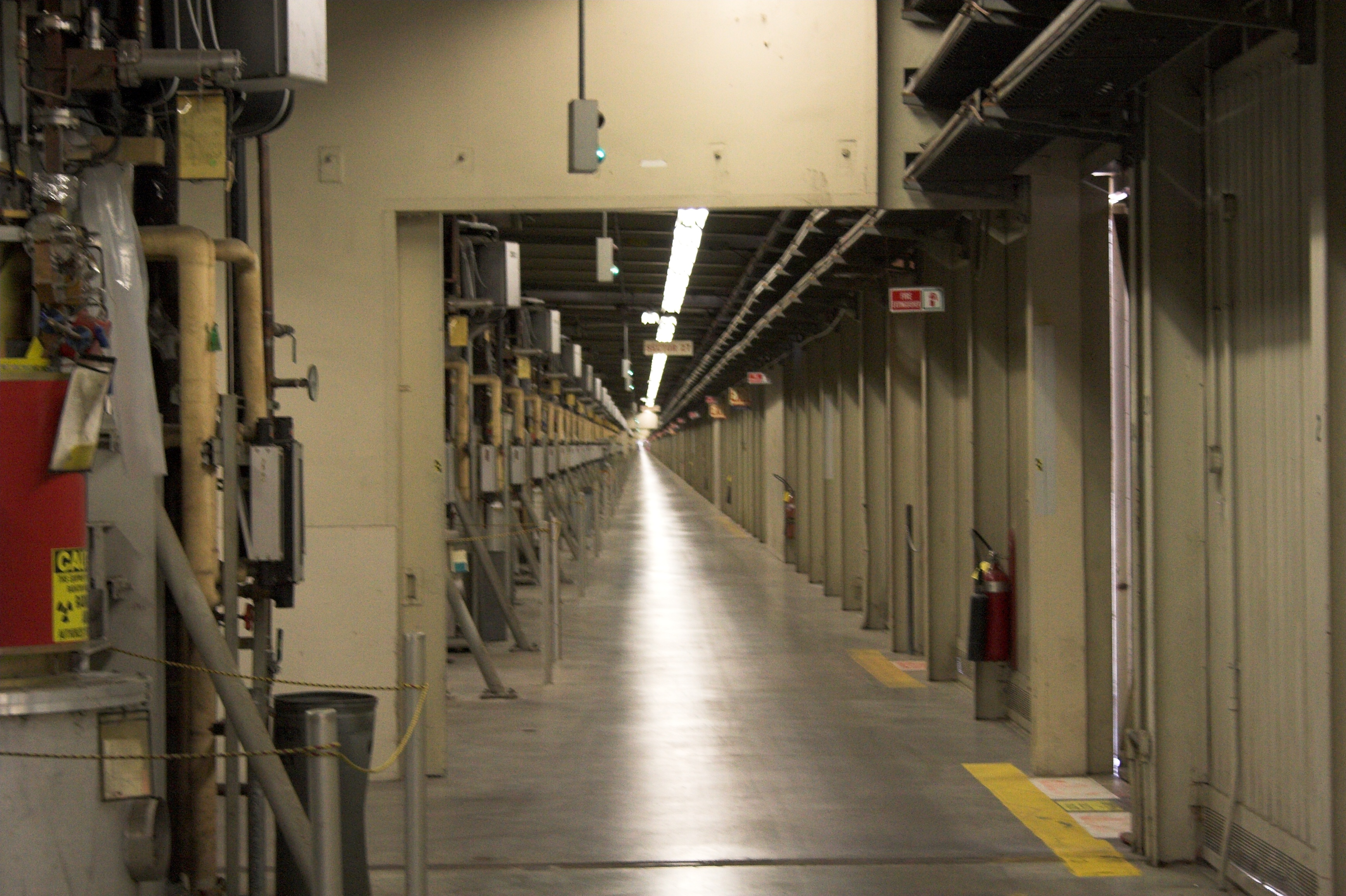
К дальнему концу здания
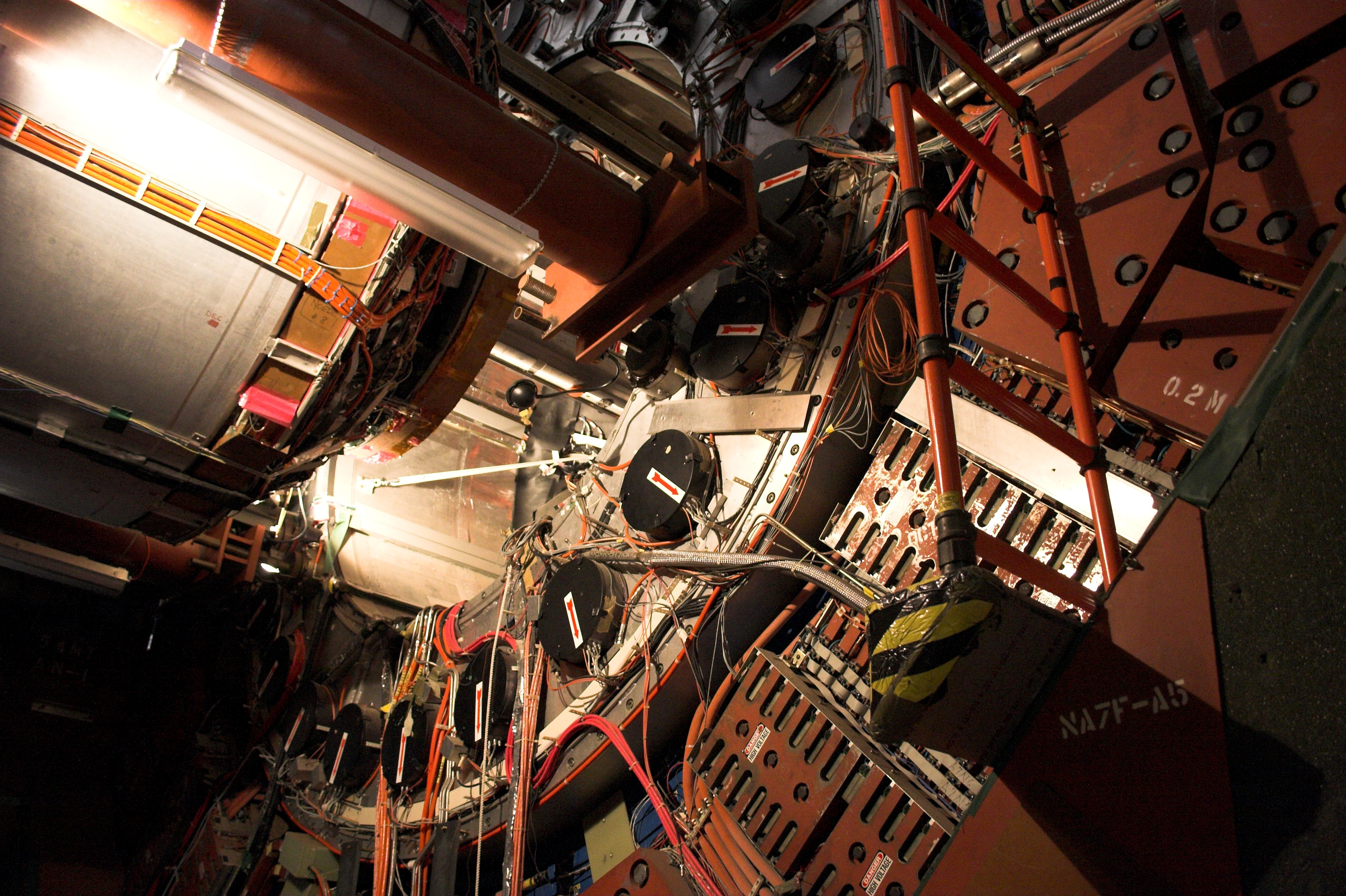
Внутри SLD
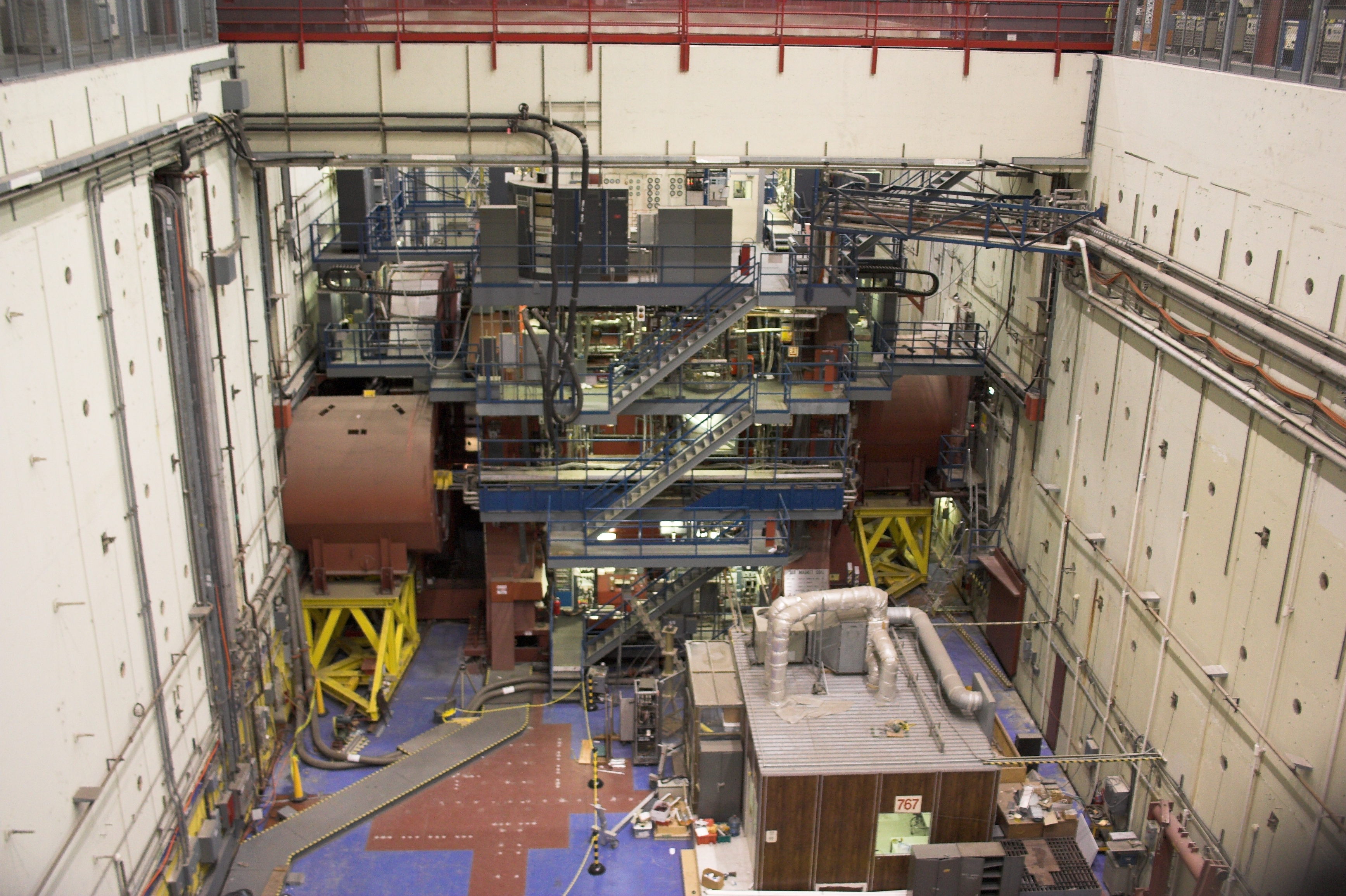
Яма и весь детектор